# Майдла (волость)
Майдла (ест. Maidla vald) — колишня волость в Естонії, у складі повіту Іда-Вірумаа. Ліквідована в 2013 році шляхом приєднання до волості Люганусе. Волосна адміністрація розташовувалася в селі Савала.

## Розташування
Площа волості становила 332,3 км², чисельність населення у 2013 була 708 осіб.
Адміністративний центр волості було село Савала. Крім того, до волості відносилося ще 26 сіл: Айду (Aidu), Aidu-Liiva, Aidu-Nõmme, Aidu-Sooküla, Aruküla, Arupäälse, Aruvälja, Hirmuse, Koolma, Kulja, Lipu, Lümatu, Maidla, Mehide, Oandu, Ojamaa, Piilse, Rebu, Rääsa, Salaküla, Sirtsi, Soonurme, Tarumaa, Uniküla, Veneoja, Virunurme.